# П'ядуни
П'ядуни (Geometridae) — родина нічних метеликів. Друга за кількістю видів родина після совок (понад 25 000 видів). Найпоширеніші в тропічних та широколистяних лісах.
У імаго багатьох видів тонке черевце та широкі крила, які вони в спокої часто складають, як денні метелики. Більша частина видів активна вночі. Вусики самців часто пір'євидні. Мають маскуюче забарвлення. Хобіток інколи редукований. В деяких видів, що з'являються в холодні сезони, крила самок редуковані або зовсім відсутні. Більша частина видів — невеликі метелики з розмахом крил близько 30 мм, хоча цей розмір варіює. Мають добре помітний парний тимпанальний орган біля основи черевця (відсутній у самок, що не літають).

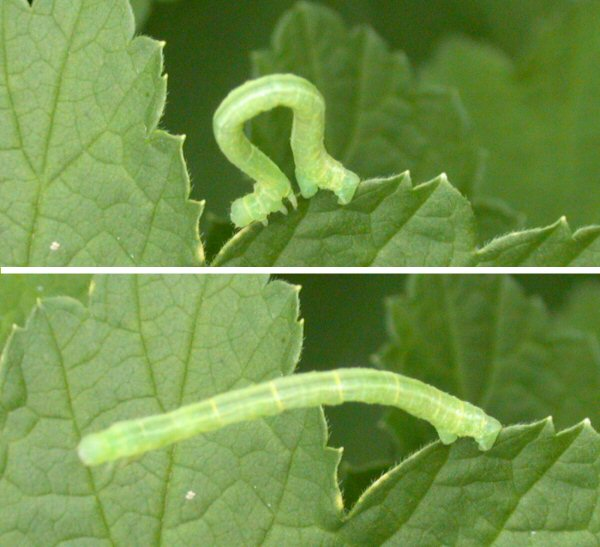
Пересування гусениці п'ядунів

Назва «Geometridae» (землеміри) характеризує спосіб пересування гусениць, в яких присутні лише 2 пари черевних ніг (на відміну від усіх інших лускокрилих). Через це гусениці спочатку пересувають вперед голову і груди за допомогою грудних ніг, а потім підтягують задню частину тіла. Тобто вони неначе міряють землю п'ядями, звідси походить і українська назва родини — «п'ядуни». Забарвлення гусениць маскуюче, зелене або коричнювате, завдяки якому вони зливаються з фоном. Часто вони імітують гілочки. Переважна більшість гола, зрідка має волоски. Зазвичай представники родини фітофаги і живляться листками. Однак деякі їдять лишайники, квітки, пилок, є навіть хижаки.
Заляльковуються в ґрунті, лісовій підстилці або відкрито на рослинах. Інколи в рихлих коконах. Зимують переважно лялечки, рідше — гусениці, зовсім рідко — яйця чи імаго.
Життєві цикли цих комах вивчав та розробляв засоби захисту  дерев від них О.І. Воронцов.

## Палеонтологія
Найдавніша гусениця п'ядуна виявлена у 2019 році у балтійському бурштині. Описана під назвою Eogeometer vadens та датується середнім еоценом (44 млн років тому).